# NXT TakeOver: WarGames 2017
NXT TakeOver: WarGames (2017) (origineel NXT TakeOver: Houston) was een professioneel worstelshow en WWE Network evenement dat georganiseerd werd door WWE voor hun NXT brand. Het was de 17e editie van NXT TakeOver en vond plaats op 18 november 2017 in het Toyota Center in Houston, Texas. Het was de eerste evenement onder de TakeOver: WarGames chronologie.
De naam van het evenement is afgeleid van de match met dezelfde naam die werd gebruikt in de worstelorganisatie National Wrestling Alliance (NWA) en later in World Championship Wrestling (WCW). Tevens was dit een ondersteuningsevenement voor het evenement Survivor Series die de dag er na plaats vond.

## Matches
| Nr. | Match | Winnaar(s)           | Opmerkingen | Bron  |
| --- | --- | -------------------- | --- | ----- |
| 1N  | Ruby Riott vs. Sonya Deville | Ruby Riott           | Een-op-een match. Vooraf opgenomen voor een toekomende aflevering van NXT.                                          | [ 3 ] |
| 2N  | Pete Dunne (c) vs. Johnny Gargano | Pete Dunne           | Een-op-een match voor het WWE United Kingdom Championship. Vooraf opgenomen voor een toekomende aflevering van NXT. | [ 3 ] |
| 3   | Lars Sullivan vs. Kassius Ohno | Lars Sullivan        | Een-op-een match.                                                                                                   | [ 4 ] |
| 4   | Aleister Black vs. Velveteen Dream | Aleister Black       | Een-op-een match.                                                                                                   | [ 4 ] |
| 5   | Ember Moon vs. Kairi Sane vs. Nikki Cross vs. Peyton Royce | Ember Moon (nc)      | Fatal 4-Way match voor het vacante NXT Women's Championship.                                                        | [ 4 ] |
| 6   | Andrade "Cien" Almas (met Zelina Vega) vs. Drew McIntyre (c) | Andrade "Cien" Almas | Een-op-een match voor het NXT Championship.                                                                         | [ 4 ] |
| 7   | The Undisputed Era (Adam Cole, Bobby Fish & Kyle O'Reilly) vs. The Authors of Pain (Akam & Rezar) & Roderick Strong vs. SAni†Y (Alexander Wolfe, Eric Young & Killian Dain) | The Undisputed Era   | WarGames match. | [ 4 ] |